# Aston Martin Cygnet
El Aston Martin Cygnet es un microcoche comercializado por Aston Martin entre 2011 y 2013 sobre la plataforma del Toyota iQ. Fue concebido por la marca inglesa con el objetivo de cumplir con la Normativa europea sobre emisiones medias por fabricante que entró en vigor en 2012.

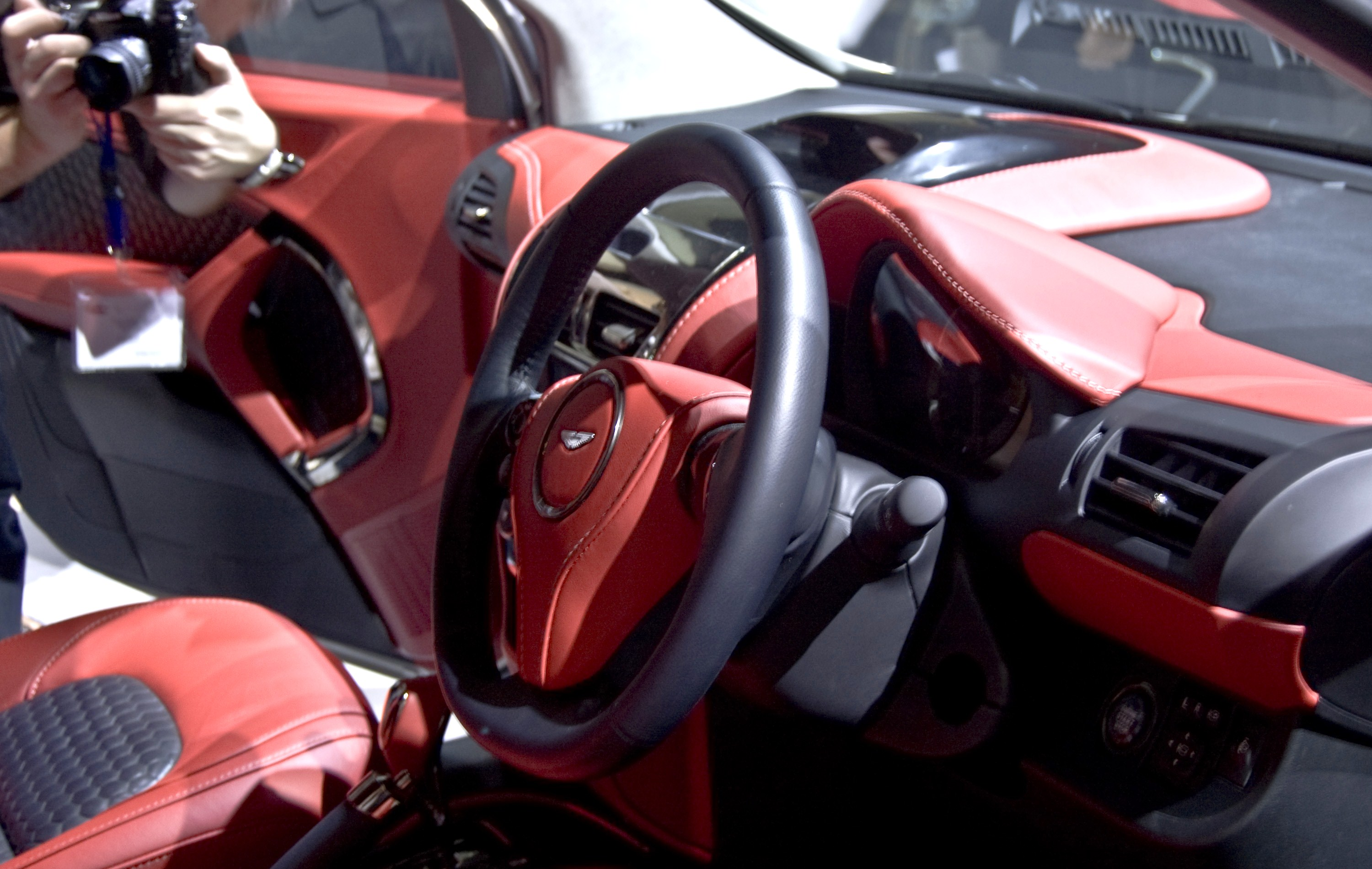
Interior del Aston Martin Cygnet

Inicialmente el Cygnet estuvo disponible solo en el Reino Unido, para luego pasar a otros países de la UE. La producción y las ventas comenzaron en enero de 2011 y la cobertura de mercado se amplió en el año 2012. Las ventas no estaban inicialmente limitadas a propietarios de otros modelos de Aston Martin, sin embargo, estos contaban con cierta prioridad a la hora de adquirir el Cygnet. El CEO de la compañía Ulrich Bez anunció que las expectativas de venta eran de aproximadamente 4000 unidades por año a un precio de alrededor de 36.000€ (30.000£), unas tres veces más de lo que cuesta el iQ. Según Bez, el Cygnet demuestra que la compañía "apuesta por la innovación y la integridad", respetando al mismo tiempo la necesidad de "satisfacer las exigencias de emisiones y espacio".
Los cambios de diseño del Cygnet respecto a su hermano japonés se limitan a retoques exteriores, como la inclusión de la ya típica parrilla de los Aston, y un interior ligeramente rediseñado, que se aleja de los materiales plásticos usados en el Toyota.
El Cygnet monta un motor de 4 cilindros en línea y 1.3 L que produce 97 CV, 125 Nm de par y 116 g de CO2/km en la versión manual de 6 marchas, homologando un consumo medio de 5 L/100 km . La velocidad máxima se establece en 170 km/h y el 0-100 km/h en 11,8 s.
Según los primeros reportes de ventas del modelo tanto en UK como en el resto de Europa, las cifras obtenidas se situaban por debajo de las previsiones iniciales. Desde la compañía, y más concretamente en palabras de su CEO, se justificó el bajo éxito inicial del modelo por problemas de stock del mismo.